# All the Love
«All the Love», también conocida como «All the Love in the World», es una canción de la banda de rock inglesa The Outfield. Fue el tercer sencillo de su álbum de estudio debut, Play Deep (1985), lanzado por Columbia Records. El sencillo siguió al mayor éxito de la banda, "Your Love", y fue lanzado en mayo de 1986. En los EE. UU., la canción alcanzó el puesto 14 en la lista Billboard Album Rock Tracks y el número 19 en el Billboard Hot 100.

## Posicionamiento en listas musicales
| Listas (1986)                  | Mejor posición |
| ------------------------------ | -------------- |
| UK Singles (OCC)               | 96             |
| US Billboard Hot 100           | 19             |
| US Mainstream Rock (Billboard) | 14             |